# The 12" Collection
The 12" Collection (the twelve-inch collection) è una raccolta della band britannica dei Queen, pubblicata per la prima volta nel 1992.
La raccolta, reperibile unicamente in formato CD ed all'interno del box set Box of Tricks (nel quale venne inclusa anche una T-Shirt e la VHS Queen at the Rainbow) contiene due brani in versione originale (Bohemian Rhapsody e The Show Must Go On), uno in versione strumentale e 9 brani inclusi in versione estesa tratti da alcuni tra i vari singoli in versione 12" pubblicati dal gruppo nel periodo tra il 1984 ed il 1989.

## Tracce
1. Bohemian Rhapsody (Album Version) – 5:58 (Mercury)
2. Radio Ga Ga (Extended Version) – 6:53 (Taylor)
3. Machines (Or 'Back to Humans') (Instrumental) – 5:08 (Taylor, May)
4. I Want to Break Free (Extended Version) – 7:19 (Deacon)
5. It's a Hard Life (Extended Version) – 5:05 (Mercury)
6. Hammer to Fall (The Headbanger's Mix) – 5:23 (May)
7. Man on the Prowl (Extended Version) – 6:04 (Mercury)
8. A Kind of Magic (Extended Version) – 6:25 (Taylor)
9. Pain Is So Close to Pleasure (Extended Version) – 6:01 (Mercury, Deacon)
10. Breakthru (Extended Version) – 5:44 (Queen)
11. The Invisible Man (Extended Version) – 5:30 (Queen)
12. The Show Must Go On (Album Version) – 4:36 (Queen)

## Formazione
Gruppo
- Freddie Mercury - voce, pianoforte, tastiera, cori
- Brian May - chitarra; cori (eccetto tracce 4, 9 e 11), tastiera (tracce 3 e 12)
- John Deacon - basso, cori; tastiera (tracce 4 e 9), drum machine (traccia 9), chitarra (tracce 4, 9 e 11)
- Roger Taylor - batteria acustica e elettronica; vocoder (tracce 2 e 3), programmazione (traccia 10), cori (eccetto tracce 3, 4, 7 e 9), voce e chitarra (traccia 11), tastiera (tracce 2, 3 e 10)

Altri musicisti
- Fred Mandel – tastiera (tracce 2-4 e 6), pianoforte (traccia 7)
- Reinhold Mack – Fairlight CMI e programmazione (traccia 3)
- Spike Edney - tastiere (tracce 8 e 9)
- David Richards – programmazione (traccia 12)